# Harcigny
Harcigny ist eine französische Gemeinde mit 243 Einwohnern (Stand 1. Januar 2022) im Département Aisne in der Region Hauts-de-France. Sie gehört zum Arrondissement Vervins, zum Kanton Vervins und zum Gemeindeverband Thiérache du Centre.

## Geographie
Die Gemeinde Harcigny liegt in der Thiérache sieben Kilometer südöstlich von Vervins. Nachbargemeinden von Harcigny sind Landouzy-la-Cour im Norden, Plomion im Osten, Nampcelles-la-Cour im Südosten, Braye-en-Thiérache im Südwesten sowie Thenailles im Westen.

## Bevölkerungsentwicklung
| Jahr                       | 1962 | 1968 | 1975 | 1982 | 1990 | 1999 | 2007 | 2012 | 2022 |
| Einwohner                  | 292  | 249  | 252  | 264  | 275  | 264  | 254  | 247  | 243  |
| Quellen: Cassini und INSEE |      |      |      |      |      |      |      |      |      |

## Sehenswürdigkeiten
- Kirche Saint-Martin, erbaut im 18. Jahrhundert
- Lavoir

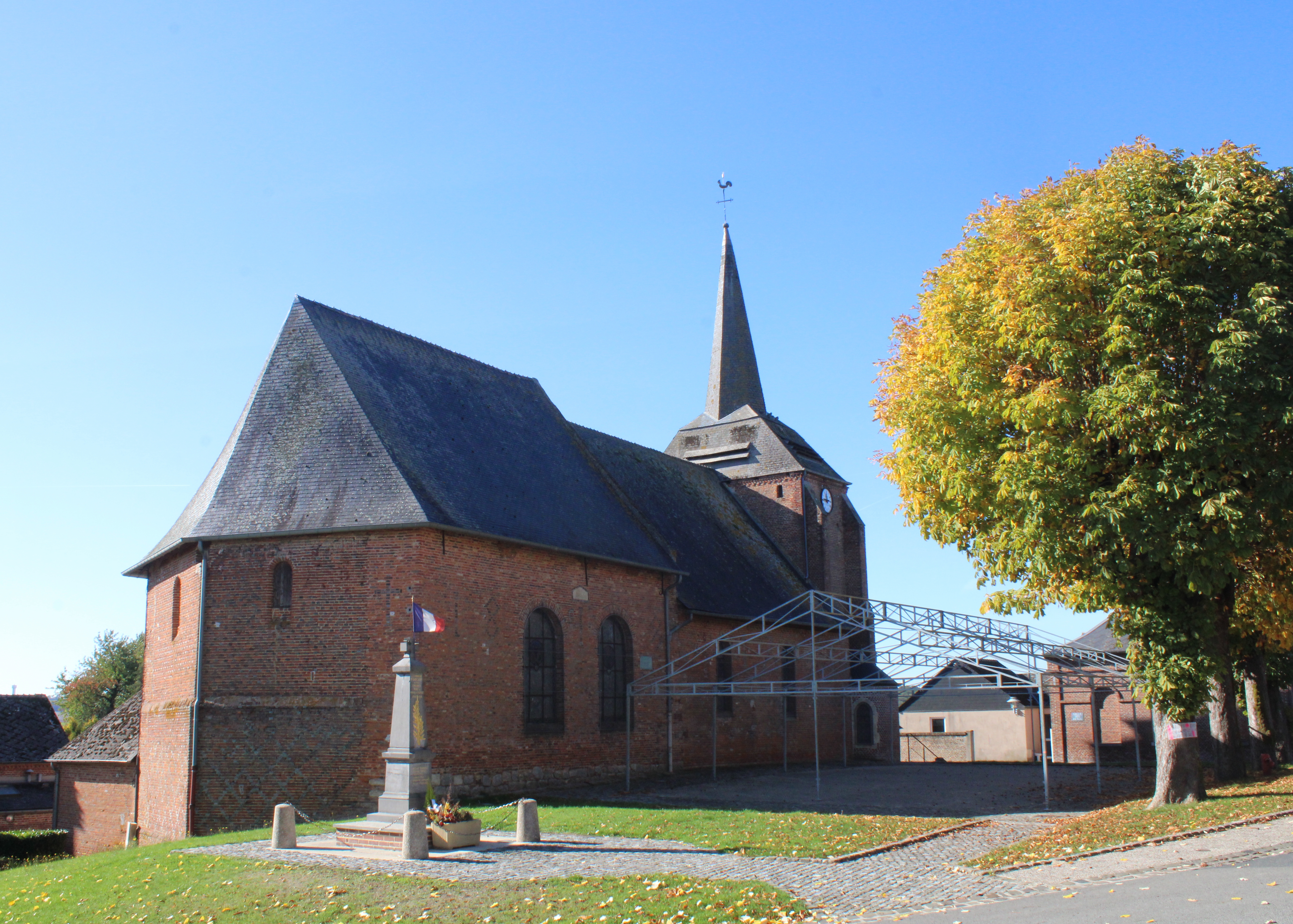
Kirche Saint-Martin
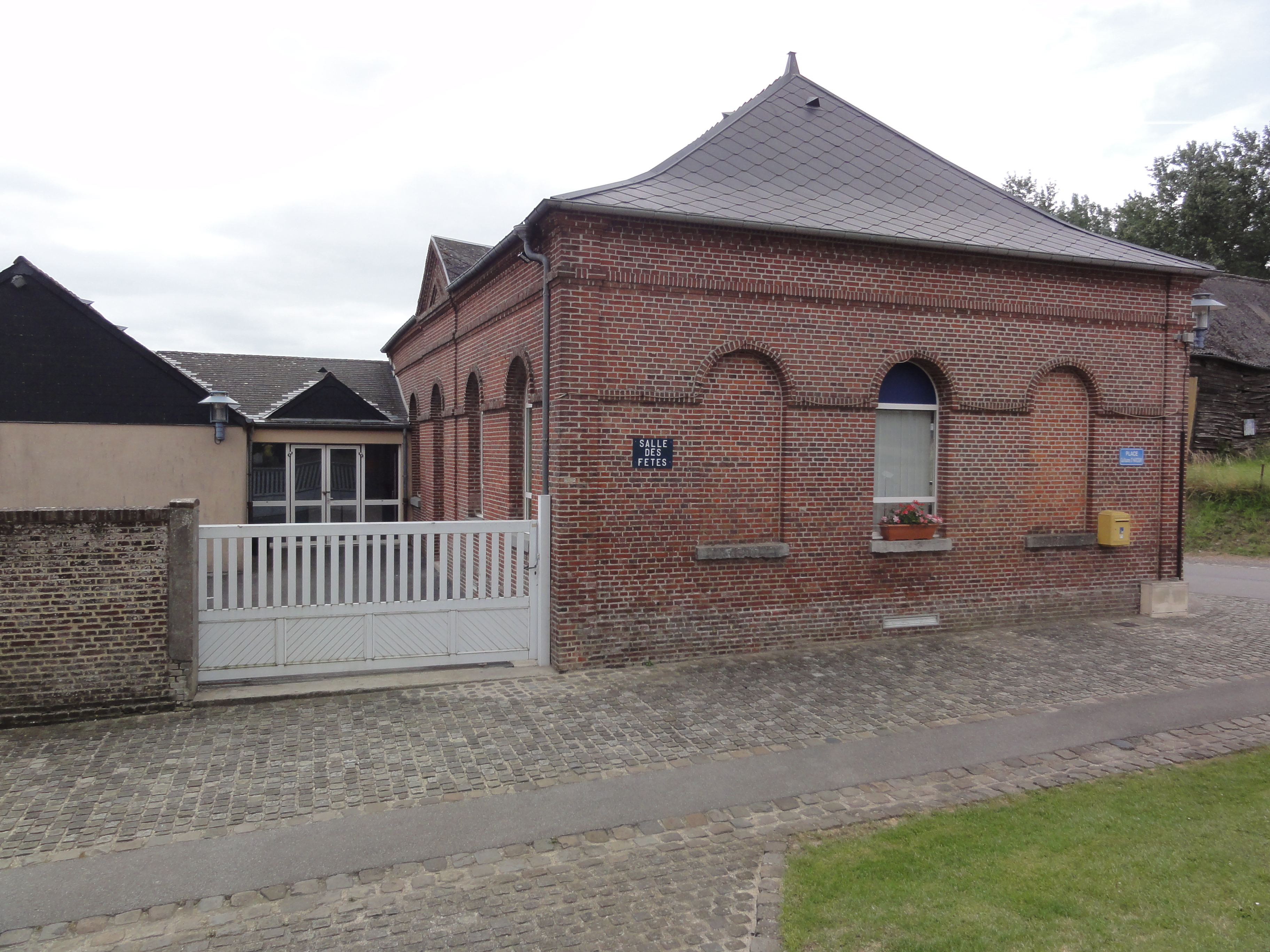
Gemeindefesthalle
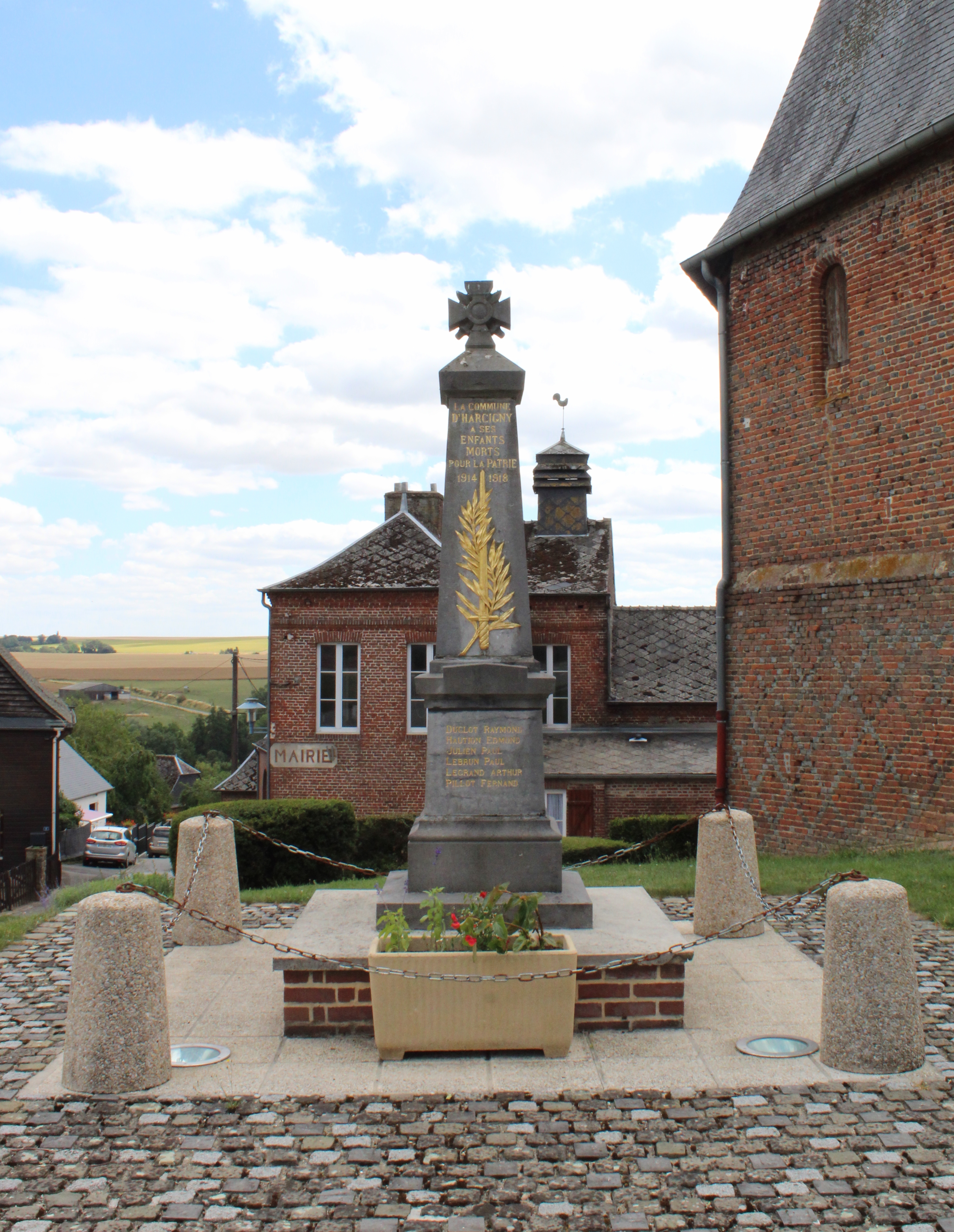
Gefallenendenkmal

## Persönlichkeiten
- Guillaume de Harsigny (um 1300/1310–1393), Arzt und erstes bekanntes Beispiel für einen Transi